# Cosmoclostis brachybela
Cosmoclostis brachybela là một loài bướm đêm thuộc họ Pterophoridae. Nó được biết đến ở Nam Phi.